# Luttenberger*Klug
Luttenberger*Klug was een Oostenrijks muziekduo uit Stiermarken. Het duo werd gevormd door Michelle Luttenberger (12 juli 1990) en Christina (Chrissi) Klug (5 februari 1989). Ze wisten een aantal hits te scoren tussen 2006 en 2010 in Oostenrijk en Duitsland.
De muziek die ze maakten was een mix van pop en rock, met invloeden van schlagermuziek.

## Carrièreverloop
Luttenberger en Klug kenden elkaar van kleins af aan. Beiden groeiden muzikaal op, Klug kreeg als kind gitaarles en Luttenberger pianoles. Klug speelde later in een eigen band. Tijdens een concert van deze band besloot Luttenberger bij het laatste nummer mee te zingen. Dat duet leidde ertoe dat ze besloten te gaan samenwerken. Dit leidde onder meer tot het nummer Super Summer. Dit nummer werd in 2005 uitgebracht, maar ondanks airplay in Oostenrijk werd het niet meteen een hit. In 2006 werd het nummer opnieuw uitgebracht, via het grotere label DEAG en dat jaar braken ze er wel mee door. In Oostenrijk bereikte het plaats 28 en in Duitsland vervolgens plek 44.
In Duitsland werd hun doorbraak versterkt door optredens tijdens het Wereldkampioenschap voetbal 2006 dat in Duitsland werd gehouden. Ze speelden bij het concert dat gehouden werd bij de Brandenburger Tor, voor een publiek van vele honderdduizenden mensen. De dag erna speelden ze in de Berliner Waldbühne als opwarmer voor de finalewedstrijd van het Wereldkampioenschap. De single Vergiss mich bereikte plaats 6 in Oostenrijk en plek 28 in Duitsland. Dit nummer won Amadeus Austrian Music Award als beste single van het jaar.
Luttenberger en Klug traden in 2006 op in het voorprogramma van Tokio Hotel. In 2007 speelden ze in het voorprogramma van Tokio Hotel, Christina Stürmer en de Sugababes. Hierna hadden Luttenberger en Klug een zelfstandige tour door Duitsland en Oostenrijk. In het voorjaar 2007 verscheen ook het eerste album van het duo. Het album Mach dich bereit bereikte plaats 5 in Oostenrijk en bleef 26 weken in de albumlijst.. Het album behaalde de status goud en werd het album van het jaar tijdens de Amadeus Austrian Music Awards. In Duitsland echter behaalde het album plaats 68 en bleef slechts 1 week in de albumlijst. De single Weil es mich nur 1x gibt bereikte ook niet Duitse hitlijst, maar was een grote hit in eigen land. In Oostenrijk bereikte de single plaats 6.
In Oostenrijk bleef het duo populair en wist tot en met 2010 met hun singles de Oostenrijkse hitparade te bereiken, met de uitschieters Sag doch einfach in 2009 op plek 14 en het nummer Nur an mich in 2010, dat tot plek 16 kwam. Het tweede album van het duo, Maedchen im Regen, uit eind 2008 bereikte plaats 21 in de albumlijst, maar bleef 16 weken in de lijst. Het derde en uiteindelijk laatste album, Unsere Zeit bereikte in 2011 een hogere plaats, plek 15, maar stond 'slechts' vier weken in de albumlijst. De single Sternenlichter wist vervolgens de Oostenrijkse hitlijst niet bereiken, net als de single Zeig mir den Weg een jaar eerder, terwijl twee andere nummers van het album datzelfde jaar nog wel in de hitlijst kwamen. Het nummer Sternenlichter was ook ingezonden voor de Oostenrijkse deelname aan het Eurovisiesongfestival van 2011, maar bereikte plaats 16 in het selectieproces.
In 2012 ging het duo uiteen. Michelle Luttenberger was dat jaar nog te horen op de single Broken van City Of Angels en de single Helden dieser Nacht van Molti, Spotzl, Pichla, Eigi., terwijl Chrissi Klug haar eerste kind kreeg. Chrissi Klug keerde in 2018 terug in muziekindustrie, onder de naam Klug werd de single Farbenfroh uitgebracht, en is sindsdien solo actief.

## Discografie

### Albums
- Mach dich bereit, 2007
- Maedchen im Regen, 2008
- Unsere Zeit, 2011

### Singles
- Super Sommer, 2005
- Super Sommer, 2006
- Vergiss mich, 2007
- Weil es mich nur 1x gibt, 2007
- Heut Nacht, 2007
- Mädchen im Regen, 2008
- Sag doch einfach, 2009
- Fliegen, 2009
- Nur an mich, 2010
- Zeig mir den Weg, 2010
- Immer wenn du schläfst, 2010
- Sternenlichter , 2011